# Chloronana olivacea
Chloronana olivacea är en insektsart som beskrevs av Spångberg 1881. Chloronana olivacea ingår i släktet Chloronana och familjen dvärgstritar. Inga underarter finns listade i Catalogue of Life.